# Harri Tiido
Harri Tiido (ur. 8 października 1953 w Jõhvi) – estoński dziennikarz i dyplomata, wieloletni urzędnik Ministerstwa Spraw Zagranicznych, w latach 2014–2018 ambasador Estonii w Polsce, następnie ambasador Estonii w Finlandii. 

## Życiorys
Kształcił się w szkole średniej nr 2 w Tallinnie. Ukonczył studia z dziedziny filologii romańskiej i germanistyki na Uniwersytecie w Tartu. 
W 1980 rozpoczął pracę w Radiu Estońskim, następnie był także związany z KUKU Radio, gdzie pełnił funkcję redaktora naczelnego w latach 1997–2000. W latach dziewięćdziesiątych był także przez krótki okres zatrudniony w Głosie Ameryki. 
W 2000 związał się z Ministerstwem Spraw Zagranicznych Estonii, obejmując funkcję zastępcy sekretarza generalnego ds. prasy i spraw politycznych. Później piastował stanowiska zastępcy sekretarza generalnego ds. polityki bezpieczeństwa w randze wiceministra, ambasadora Estonii przy NATO (2003–2007), a także zastępcy sekretarza generalnego ds. politycznych, ponownie w randze wiceministra. Reprezentował Estonię w Komitecie Politycznym i Bezpieczeństwa Unii Europejskiej. 
W latach 2008–2012 stał na czele estońskiej misji dyplomatycznej w Afganistanie jako ambasador nierezydujący. Reprezentował kraj także w Pakistanie. Od 2014 do 2018 był ambasadorem w Polsce, następnie został ambasadorem w Finlandii (2018–2020). Zrezygnował z funkcji na skutek krytycznej oceny polityki prowadzonej przez współrządzące krajem EKRE. Swoją decyzję motywował również wiekiem. Po odejściu z dyplomacji podjął pracę  jako publicysta. 
Żonaty, ma jedno dziecko. Jego żona jest również dyplomatką, ma korzenie rosyjskie, jej rodzina mieszka w Estonii od pokoleń. 

## Odznaczenia
- Order Gwiazdy Białej IV klasy (2001)[5]
- Order Gwiazdy Białej III klasy (2004)[6]
- Order Narodowy Zasługi II klasy (Francja, 2001)[7]
- Order Zasługi II klasy (Portugalia, 2003)[8]